# ملعب سام بويد
ملعب سام بويد (بالإنجليزية: Sam Boyd Stadium)‏ وعرف سابقا بإسم لاس فيغاس سيلفر بوول (بالإنجليزية: Las Vegas Silver Bowl)‏ هو ملعب يقع في ولاية نيفادا، الولايات المتحدة يسع لنحو 40,000 متفرج وتم إفتتاحه سنة 1971.